# 西尾清光
西尾 清光（にしお きよみつ、1937年1月2日 - ）は、日本のプロジェクトマネージャ、プロジェクトマネジメントコンサルタント。千代田化工建設代表取締役社長や、日本プロジェクトマネジメント協会会長を務めた。

## 経歴・人物
渋谷区立大和田小学校、海城中学校、東京都立小山台高等学校を経て、1959年東京工業大学化学工学課程卒業、千代田化工建設入社、プロジェクト部配属。プロジェクトマネージャとしてプラント建設事業に携わり、1983年取締役に昇格。1999年から代表取締役社長を務め、KBRの資本参画を得て経営再建にあたった。2001年特別顧問に退いた。2004年プロジェクトマネジメント・コンサルタントを開業。2011年日本プロジェクトマネジメント協会会長、西尾コンサルタント代表取締役社長。